# Chuckie
Клайд Сержіо Нарайн (нід. Clyde Sergio Narain, більш відомий як Chuckie; нар. 25 червня,1978 року, в Парамарибо, Суринам) - нідерландський музичний продюсер і діджей суринамського походження.

## Біографія
Chuckie виріс в Суринамі під впливом великого числа музичних жанрів країни. Коли один з його друзів почав працювати діджеєм, інтерес до цієї професії з'явився і в Chuckie. У тринадцять років початківець музикант почав експериментувати з реміксами вдома. Поступово Chuckie створив свою власну колекцію записів. Спочатку він грав на вечірках своїх друзів і сім'ї.
Переїзд в Нідерланди змінює кругозір молодого діджея. Тут він продовжує виступати переважно на вечірках знайомих і друзів, набираючись досвіду і формуючи власний стиль.
В 1993 році Chuckie влаштовується працювати діджеєм в голландський нічний клуб Voltage в  Гаазі. Протягом наступних років він підкорює багатьох людей своїми неперевершеними треками і сетами. Саме в Голландії Клайд прославився під псевдонімом «Chuckie». У своїх міксах Чакі вміло змішує різні музичні стилі, і в результаті виходить щось нове, незвичайне і індивідуальне.
На сьогодні Chuckie входить до числа найкращих діджеїв світу за версією багатьох авторитетних видань. У нього є неперевершена колекція своїх власних унікальних треків і реміксів. Цю людину завжди раді бачити в програмах великих фестивалів і різних концертів. Сьогодні Chuckie виступає на таких великих світових фестивалях, як Ultra Music Festival, Tomorrowland та інших. Клайд є професіоналом своєї справи.